# Rio Sesto
Il rio Sesto (Sextner Bach in tedesco) è un fiume dell'Alto Adige. Nasce come Rio Bianco dalla Croda Rossa di Sesto presso il passo di Monte Croce di Comelico, percorre la prima parte della val di Sesto fino alla confluenza col Rio Fiscalino poco prima dell'abitato da cui prende il nome e si immette da destra nella Drava a San Candido. Pertanto le sue acque, attraverso di essa, passano nel Danubio e raggiungono il mar Nero dopo circa 2.230 km.
Principali affluenti sono il rio Fiscalino ed il rio Ixen. Il corso del fiume è compreso nei comuni di Sesto e San Candido.
Dopo l'abitato di Sesto è stata costruita una piccola diga che forma un lago artificiale. Le acque sono convogliate in una tubazione che alimenta una centrale idroelettrica a Versciaco, da cui poi confluiscono nella Drava, ancora per un brevissimo tratto in territorio italiano.
Il rio Sesto, in epoca geologicamente recente (fine dell'era glaciale), confluiva nella Rienza e, attraverso l'Isarco e l'Adige, le sue acque giungevano nel mare Adriatico. In seguito, per effetto di frane, ha mutato percorso diventando tributario della Drava, a sua volta affluente del Danubio, che sfocia nel mar Nero.